# Louis-François-Marie de Pérusse des Cars
Pour les autres membres de la famille, voir Maison de Pérusse des Cars.
Louis-François-Marie de Pérusse, comte des Cars et de Saint-Bonnet, marquis de Prauzat, etc., né le 26 décembre 1737 au  château des Cars aux Cars en France et mort le 31 mars 1814 à Londres au Royaume-Uni, est un général français.

## Biographie
Fils de François-Marie de Pérusse des Cars, maréchal de camp et lieutenant général en Haut et Bas Limousin, petit-fils du maréchal duc Jacques Fitz-James et frère de Jean-François de Pérusse des Cars, il suivit la carrière des armes. D'abord mestre de camp du régiment de cavalerie portant son nom, incorporé depuis dans le régiment de Penthièvre, il fut nommé brigadier de cavalerie le 3 janvier 1770, et maréchal de camp le 1er mars 1780. 
Chevalier des ordres du roi le 1er janvier 1784, il fut premier maître d'hôtel du roi Louis XVI et plus tard de Louis XVIII. 
Il était lieutenant-général des Haut et Bas Limousin, lorsqu'il fut élu, le 23 mars 1789, député de la noblesse aux États généraux par le haut Limousin. Imbu des préjugés de son ordre, il ne se sentit bientôt plus à sa place dans une assemblée qu'entraînait chaque jour davantage le mouvement de la Révolution, et il donna sa démission le 12 juillet 1789. 
Lieutenant-général des armées du roi pendant l'émigration, il mourut à Londres, quelques jours seulement avant la première Restauration.
Il épousa la fille de Claude-Constant Jouvenel des Ursins d'Harville.

## Sources
- « Louis-François-Marie de Pérusse des Cars », dans Adolphe Robert et Gaston Cougny, Dictionnaire des parlementaires français, Edgar Bourloton, 1889-1891 [détail de l’édition]